# Isolembidium anomalum
Isolembidium anomalum är en bladmossart. Isolembidium anomalum ingår i släktet Isolembidium och familjen Lepidoziaceae. Utöver nominatformen finns också underarten I. a. cucullatum.